# Cape Race
Cape Race (franska: Cap Race) är en udde i Kanada.   Den ligger i provinsen Newfoundland och Labrador, i den östra delen av landet, 1 700 km öster om huvudstaden Ottawa.
Terrängen inåt land är platt. Havet är nära Cape Race åt sydost. Trakten är glest befolkad. Närmaste större samhälle är Portugal Cove South, 14,5 km väster om Cape Race. 
Trakten runt Cape Race består i huvudsak av gräsmarker.

## Telegrafstation
Atlantångare från Europa till New York brukade passera nära Cape Race. Mellan 1859 och 1866 hade Associated Press en båt här för att via telegraf kunna skicka nyheter om fartygen till tidningarna i New York.
År 1904 installerades en radiotelegraf här. RMS Titanic förmedlade telegram via denna kuststation kvällen då hon skulle kollidera med isberget. Stationen var inom hörhåll vid nödkommunikationen och kunde förmedla nyheten vidare.